# Бреч (село)
Бреч — село в Україні, у Корюківській міській громаді Корюківського району Чернігівської області. Населення становить 226 осіб. До 2016 орган місцевого самоврядування — Брецька сільська рада, якій були підпорядковані с. Лубенець, с. Ховдіївка, с. Озереди, с. Гуринівка.

## Географія
Розташоване за 7 км від районного центру і залізничної станції Корюківка на річці Бреч. Висота над рівнем моря — 143 м. На території колишньої Брецької сільської ради розташований ботанічний заказник загальнодержавного значення «Брецький».
Також у віданні сільради перебуває ботанічний заказник місцевого значення «Васильцеве» площею 103 га, яким опікується ДП «Корюківське лісове господарство». Заказник являє собою високопродуктивний змішаний сосновий та осиковий ліс віком 40-50 років, у підліску — крушина ламка, малина; в трав'яному покриві — види-супутники сосни, зокрема звіробій звичайний, конвалія звичайна, чорниці, суниці лісові та інші.

## Історія
Засноване село у другій половині XVII ст.
у 1925 році за клопотаннями мешканців було відкрито початкову школу в приміщенні колишньої єврейської синагоги.
У Національній книзі пам'яті жертв Голодомору 1932—1933 років в Україні перелічено 9 жителів села, які загинули від голоду.
У Другій світовій війні брали участь 393 мешканці села, 157 з яких загинули.
05 лютого 1965 року Указом Президії Верховної Ради Української РСР передано Брецьку сільську раду Сосницького району до складу Щорського району.
2013 року збудовано церкву за адресою: вул. Шкільна, 13.
12 червня 2020 року, відповідно до розпорядження Кабінету Міністрів України № 730-р «Про визначення адміністративних центрів та затвердження територій територіальних громад Чернігівської області», увійшло до складу Корюківської міської громади.
19 липня 2020 року, в результаті адміністративно-територіальної реформи та ліквідації колишнього Корюківського району, село увійшло до складу новоутвореного Корюківського району.

## Демографія
За даними сайту Верховної Ради України у Бречі станом на початок 2012 року мешкає 226 жителів.
| 1866 | 1897 | 1988 | 2012 |
| ---- | ---- | ---- | ---- |
| 340  | 835  | 231  | 226  |
| ▲    | ▲    | ▼    | ▼    |

## ТГК «Бреч»
У селі розташований туристично-готельний комплекс «Бреч». Комплекс складається із 3 ВІП-котеджів, 6 котеджів класу люкс і 7 двохмістніх і трьохмістних номерів.